# Wydział Ceramiki i Szkła Akademii Sztuk Pięknych im. Eugeniusza Gepperta we Wrocławiu
Wydział Ceramiki i Szkła Akademii Sztuk Pięknych im. Eugeniusza Gepperta we Wrocławiu – jeden z czterech wydziałów Akademii Sztuk Pięknych im. Eugeniusza Gepperta we Wrocławiu. Jego siedziba znajduje się przy Placu Polskim 3/4 we Wrocławiu.

## Struktura
- Katedra Ceramiki
  - I Pracownia Projektowania Ceramiki Artystycznej
  - II Pracownia Projektowania Ceramiki Artystycznej
  - I Pracownia Projektowania Ceramiki Użytkowej
  - II Pracownia Projektowania Ceramiki Użytkowej
  - Pracownia Koła Garncarskiego
  - Pracownia Projektowania Ceramiki w Architekturze
  - Pracownia Podstaw Projektowania Ceramiki
  - Pracownia Intermedialnych Działań w Ceramice
  - Pracownia Technologii Ceramiki
  - Modelarnia
  - Pracownia Technologii i technik ceramicznych w malarstwie i rzeźbie[2]
- Katedra Szkła
  - Pracownia Podstaw Szkła Artystycznego
  - Pracownia Podstaw Szkła Użytkowego
  - I Pracownia Szkła Artystycznego
  - II Pracownia Szkła Artystycznego
  - I Pracownia Projektowania Szkła Użytkowego
  - II Pracownia Projektowania Szkła Użytkowego
  - Pracownia Szkła w Architekturze
  - Pracownia Podstaw Witrażu
  - Warsztat Szlifierski i Piskarka
  - Warsztat Grawerski
  - Warsztat Palników[3]
- Katedra Konserwacji i Restauracji Ceramiki i Szkła
  - Pracownia Konserwacji i Restauracji Ceramiki i Szkła
  - Pracownia Dokumentacji Konserwacji i Restauracji Ceramiki i Szkła[4]
- Katedra Działań Interdyscyplinarnych w Ceramice i Szkle
  - Pracownia Działań Intermedialnych w Ceramice[5]

## Kierunki studiów
- Sztuka i Wzornictwo Ceramiki
- Sztuka i Wzornictwo Szkła
- Konserwacja i Restauracja Dzieł Sztuki[6]

## Władze
- Dziekan: prof. Kazimierz Pawlak
- Prodziekan: prof. Krzysztof Rozpondek